# Jakob Steinhardt
Jakob Steinhardt (auch Jacob Steinhardt, hebräisch יַעֲקֹב שְׁטַייְנְהַרְדְט Jaʿaqov Schṭajnhardt; * 23. oder 27. Mai 1887 in Zerkow, Kreis Jarotschin; † 11. Februar 1968 in Naharija, Israel) war ein deutsch-israelischer expressionistischer Maler und Grafiker.

## Werdegang
Er studierte 1906/07 an der Berliner Akademie der Künste bei Lovis Corinth und Hermann Struck, ab 1907 dann in Paris zunächst bei Jean Paul Laurens, danach bei Henri Matisse und Théophile-Alexandre Steinlen. 1910 kehrte er nach Berlin zurück, 1911 unternahm er eine Reise durch Italien. Zurück in Berlin gründete er 1912 gemeinsam mit Ludwig Meidner und Richard Janthur die Künstlergruppe Die Pathetiker. Steinhardt war Mitglied des Deutschen Künstlerbundes.

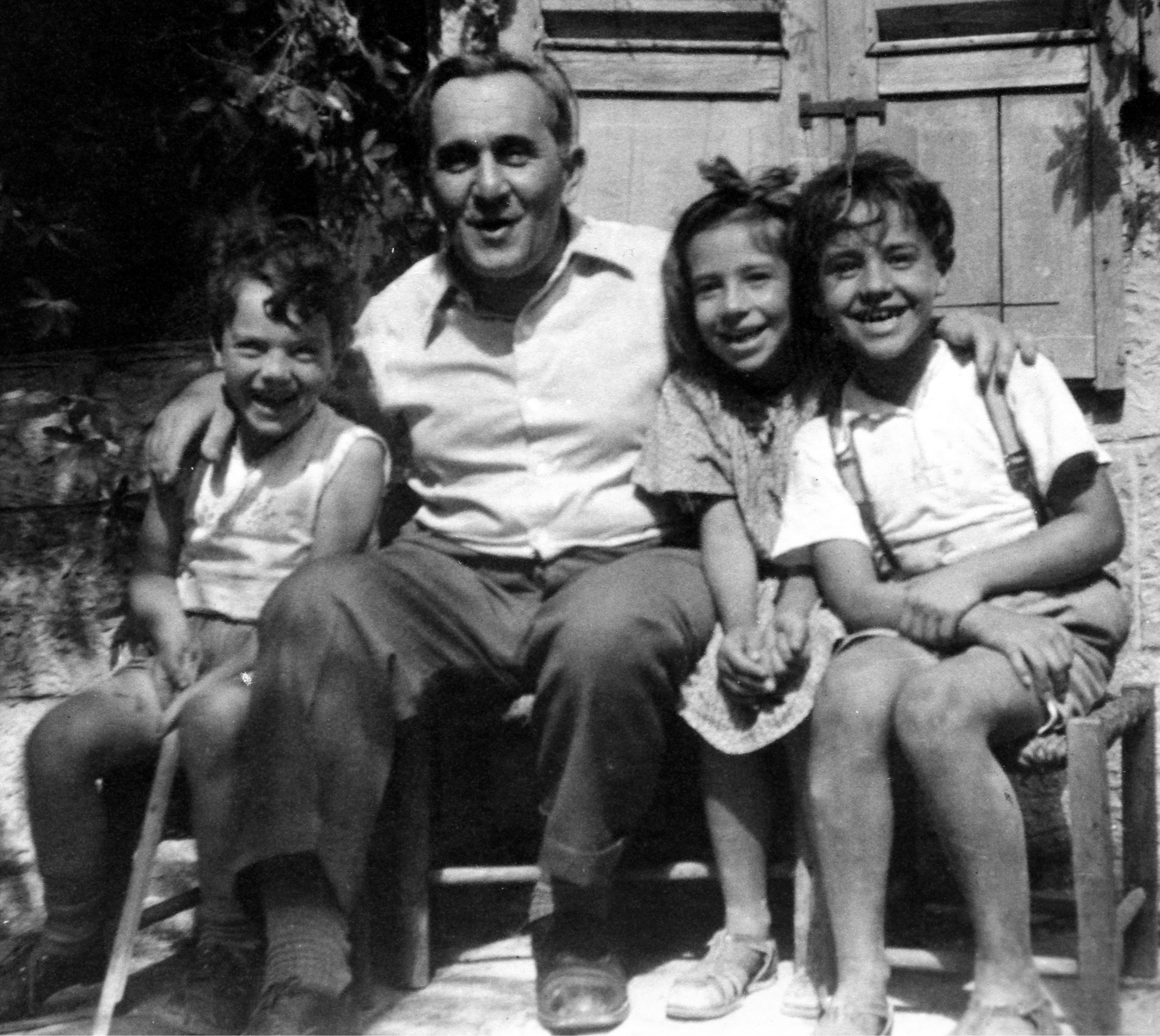
Jakob Steinhardt mit seiner Tochter, Josefa und befreundeten Kindern, ca. 1942, fotografiert von Josef Tal, mit dem Steinhardt befreundet war

Als Soldat im Ersten Weltkrieg lernte Steinhardt Teile Polens und Litauens kennen; das ostjüdische Leben, das er dabei entdeckte, führte zu einer Neuentdeckung seiner eigenen Religion, die sich auch in seiner Kunst spiegelte.
1933 floh er mit seiner Frau Minni und der Tochter Josefa nach Palästina (Jerusalem), war dort seit 1947 Dozent an der nationalen Bezalel-Schule für Kunst und Kunsthandwerk und deren Leiter in den Jahren 1953–1957.
Er gewann internationale Preise auf der Biennale in São Paulo (1955) und in Venedig (1960).

## Werk
Steinhardt trat hauptsächlich mit grafischen Folgen nach jüdischen und biblischen Motiven hervor (Farbholzschnitte zur Haggada 1920/21, Radierungen mit Gedichten Arno Nadels unter dem Titel „Rot und glühend ist das Auge des Juden“; Lithographien zu den „Musikalischen Novellen“ und den „Gleichnissen“ von J. L. Perez u. v. a.).
Neben Struck und Budko war er Hauptvertreter einer spezifisch am Jüdischen interessierten Kunst und gilt als einer der überzeugendsten Darsteller der ostjüdischen Welt. 1937 wurden in der Nazi-Aktion „Entartete Kunst“ aus der Anhaltischen Gemäldegalerie Dessau, den Kunstsammlungen der Stadt Düsseldorf und dem Museum der bildenden Künste Leipzig nachweislich drei seiner Grafiken beschlagnahmt und vernichtet.
Sein Gemälde „Der Sonntagsprediger“, entstanden vor 1934, mit dem eindrucksvollen Symbol nicht gehörter Mahnungen, hängt im Jüdischen Museum Berlin zur Neukonzeption der Ständigen Ausstellung.

## Werke

### 1937 als "entartet" beschlagnahmte und vernichtete Werke
- Pogrom (Radierung; Werkverzeichnis Behrens 80)[6]
- Das Maariu-Gebet (Radierung, 1917)[7]
- Tavernenszene (Holzschnitt, 1922)[8]

### Weitere Werke (Auswahl)

#### Tafelbilder (Auswahl)
- Juden/Heimkehr aus der Synagoge (Öl auf Leinwand, 75 × 79 cm, 1921)[9]
- Leichenzug/Straßenzug (Öl auf Leinwand, um 1922)[10]

#### Buchillustrationen (Auswahl)
- Arno Nadel: Rot und glühend ist das Auge des Juden. Gedichte zu 8 Radierungen von Jacob Steinhart. Verlag für Jüdische Kunst und Kultur, Berlin, 1920
- Isaac Leib Perez: Gleichnisse. Verlag für Jüdische Kunst und Kultur, Berlin, 1920
- Neun Holzschnitte zu ausgewählten Versen aus dem Buche Jeschu ben Elieser ben Sirah. Einleitung Arnold Zweig. Soncino-Gesellschaft der Freunde des jüdischen Buches. Aldus Druck, Berlin, 1929
- The book of Jonah. Jewish Publication Society of America, 1953
- The book of Ruth. Jewish Publication Society of America, 1957

## Ausstellungen (Auswahl)
- 1912 Berlin, Galerie „Der Sturm“ ("8. Ausstellung. Die Patethiker")
- 1913: Düsseldorf, Galerie Flechtheim (Eröffnungsausstellung; Beteiligung)
- 1927: Berlin, Galerie Thannhauser (Eröffnungsausstellung; Beteiligung)
- 1987: New York, The Jewish Museum („The unknown Steinhardt“: prints by Jakob Steinhardt produced between 1907 and 1934)
- 2004/2005: Ahlen, Kunstmuseum Ahlen („Die große Inspiration. Deutsche Künstler in der Académie Matisse“)